# Будеч
Будеч (чеш. Budeč) — славянское городище в Кладненском районе Среднечешского края Чехии. Расположено в поселке Заколаны (чеш. Zákolany). На территории городища находится романская ротонда св. Петра и Павла (IX-X в.) — старейшая сохранившаяся постройка на территории Чехии.

## История
В X веке Будеч было одним из важнейших поселений княжества Пржемысловичей. Согласно святовацлавским легендам, после обучения славянской грамоте в Тетине княжич Вацлав (Вячеслав) учился латинской грамоте и псалтыри в Будечи у священника Учена.
В течение XI века, в связи со значительным расширением территории княжества, городище теряет своё значение, в документах XII века Будеч не упоминается ни в списках важных крепостей, ни в связи с назначением наместников. Ещё несколько веков городище было заселено, наконец было покинуто и в дальнейшем использовалось как кладбище. В 1962 году ареал городища объявлен национальным культурным памятником. В XX веке появилась католическая традиция совершать паломничество к ротонде дважды в год — в день св. Петра и Павла в июне и в день св. Вацлава в сентябре.

## Археологические данные

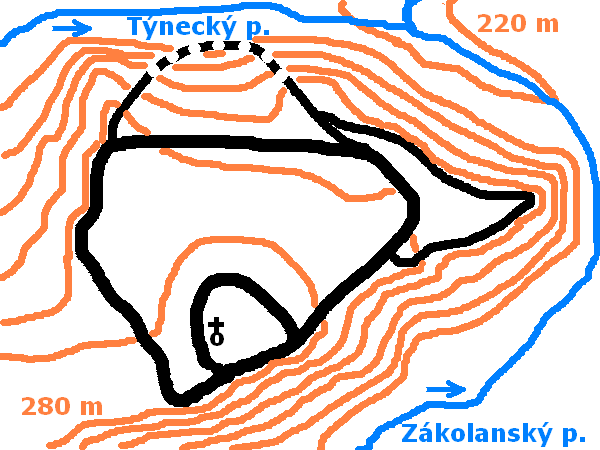
План городища

Самые старшие археологические находки относятся к культуре курганных погребений среднего бронзового века и кновизской культуры (культура полей погребальных урн Центральной и Северо-Западной Чехии) позднего бронзового века. Оно было окружено каменной стеной. В IX веке над стеной бронзового века была построена первая крепостная стена славянского поселения, предположительно во времена князя Борживоя. На рубеже IX—X вв. в акрополе была построена ротонда св. Петра.
Рядом с ротондой обнаружено 56 могил, относящихся к X в., в могилах обнаружены серьги, пуговицы-гомбики и шпоры. Судя по отсутствию типичных черт, характерных для языческой эпохи — задабривающих даров для духов и мер против упырей — захоронения имели христианский характер. Было 56 могил, некоторые захоронены такие предметы, как серьги или пуговицы. 
Вторая стена была пристроена к первой в течение X в. Ко второй половине X века относят основание второй церкви в Будечи, посвященной Рождеству Пресвятой Богородицы. Общее захоронение примерно 60 воинов, возможно, дружинников из окружения князя Вацлава, найденное в ареале На Тыници (Na Týnici), относящиеся к неизвестному военному конфликту X века.
В конце X в. — начале XI в. вторая стена была заменена третьей — самой мощной, толщиной до 11 м, с вынесенным вперед рвом. Уже в конце XI в. третья стена была заброшена и начала разрушаться. Городище перестало играть роль важного укрепления и начало приходить в упадок.

## Ротонда св. Петра и Павла
Ротонда, освященная изначально в честь св. Петра (посвящение св. Петру и Павлу впервые упоминается начиная с XVI в.), была построена по приказу князя Спитигнева I, отца св. Вячеслава, в период 895—905 гг. Старейшая часть постройки — ротонда с почти правильным кругом в основании, диаметром около 8 метров. Большая часть оригинальной каменной кладки сохранилась до настоящего времени. Колокольня в романском стиле была пристроена во второй половине XII в. В храме находится ренессансная каменная кафедра, датированная 1585 г. Барочная ризница была пристроена в 1663 г. Ротонда пострадала при пожаре 2 августа 1876 г., большая часть интерьера является новоделом, включая алтарь, изготовленный в 1926—1927 резчиком Франтишеком Вавржихем (чеш. František Vavřich) по проекту Штепана Залешака (чеш. Štěpán Zálešák). В центре алтаря — распятие конца XVI в. неизвестного происхождения. Ротонда открыта для посещения летом в выходные дни (см. Музей г. Кладно (чешск.), (англ.)).

## Церковь Рождества Пресвятой Богородицы
Храм X в. (по данным археологии), около 10×5 м, с одним нефом и подковообразной апсидой. Около XIII в. к западному фасаду была пристроена колокольня. Церковь впервые упоминается в хронике XVI в. Вацлава Гайка. Во время религиозной реформы императора Иосифа II церковь была закрыта, впоследствии снесена. В XIX в. камень был использован для строительства стены кладбища.